# Kate del Castillo

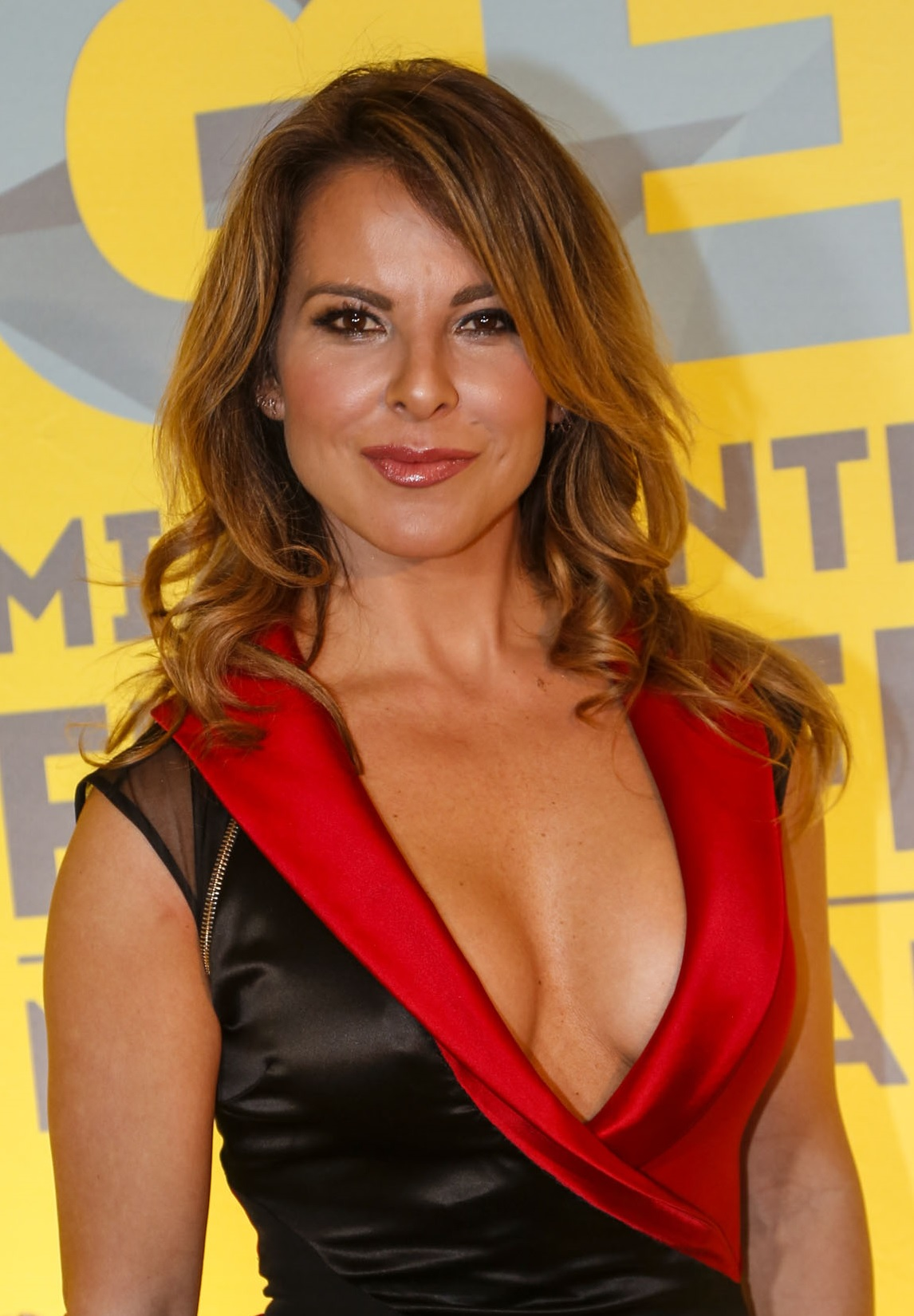
Kate del Castillo (2015)

Kate del Castillo Negrete Trillo (* 23. Oktober 1972 in Mexiko-Stadt) ist eine mexikanische Schauspielerin. International bekannt wurde sie zuletzt, weil sie Kontakt zum Drogenboss El Chapo pflegte.

## Leben und Karriere
Kate del Castillo ist eine Tochter des Schauspielers Eric del Castillo (* 1930). Sie debütierte im Filmdrama El último escape (1980). Bekannt machte sie ihre Rolle in der Fernsehserie Muchachitas (1991). In der Fernsehserie Ramona (2000) übernahm sie die Hauptrolle von Ramona Moreno.
Del Castillo spielte im Filmdrama American Visa (2005) eine der Hauptrollen. Für diese Rolle wurde sie 2006 für den mexikanischen Silver Ariel nominiert. Im Thriller Bordertown (2006) spielte sie an der Seite von Jennifer Lopez und Antonio Banderas. In Marco Kreuzpaintners Trade – Willkommen in Amerika (2007) spielte sie neben Kevin Kline; im französischen Thriller Julia (2008) trat sie an der Seite von Tilda Swinton auf.
Del Castillo war von 2001 bis 2004 mit dem Fußballspieler Luis García Postigo verheiratet.

## Beziehung zu El Chapo
Anfang 2012 sorgte Kate del Castillo für Aufsehen mit einer Ergebenheitsadresse an den Drogenbaron El Chapo (Sinaloa-Kartell), indem sie twitterte „Ich glaube heute mehr an Chapo Guzmán als an die Regierungen, die nichts tun und Wahrheiten vorenthalten“. Guzmán schickte daraufhin Kontaktpersonen zu Castillo, in der Folge gab es zumindest sporadische Kontakte der beiden.
Ende 2015 machte sie erneut Schlagzeilen, als sie an der Vermittlung eines Interviews von Sean Penn für die Zeitschrift Rolling Stone mit Chapo im Oktober 2015 an einem geheimgehaltenen Ort in Mexiko beteiligt war. Laut Castillo dachten jedoch alle Beteiligten – außer Sean Penn –, dass es um eine Verfilmung von El Chapos Leben gehen solle. Er hatte ihr die Filmrechte übertragen. Ausgetauschte SMS-Nachrichten führten die Polizei schließlich mutmaßlich auf die Spur von Guzmán und zu dessen Verhaftung im Januar 2016. Guzmán war zuvor im Juli 2015 aus einem mexikanischen Hochsicherheitsgefängnis ausgebrochen. Während Sean Penn dem Drogenbaron weitgehend unbekannt war, war er ein Fan von Castillo, die in Mexiko ein Telenovela-Star ist, und wollte diese unbedingt treffen. In seinem Versteck fand man DVDs von Fernsehserien Castillos wie La Reina del Sur („Die Königin des Südens“), in der sie eine Drogenbaronin spielt, die sich am Sinaloa-Kartell rächt.
Infolge des Treffens erhielt die in den USA lebende Castillo von den mexikanischen Behörden eine Vorladung. Weil sie dieser nicht nachkam, erließ die Staatsanwaltschaft in Mexiko-Stadt einen Haftbefehl.

## Filmografie (Auswahl)
- 1990: El último escape
- 1991: Ambición sangrienta
- 1991: Muchachitas (Fernsehserie, 200 Episoden)
- 1993: Sendero equivocado
- 1994: Amor que mata
- 1996: Azul (Fernsehserie, 55 Episoden)
- 1997: Educación sexual en breves lecciones
- 1997: Reclusorio
- 1997: Alguna vez tendremos alas (Fernsehserie, 130 Episoden)
- 1998: La mentira (Fernsehserie, 100 Episoden)
- 1999: Sendero mortal II
- 2000: Ramona (Fernsehserie, 69 Episoden)
- 2001: El Derecho de nacer (Fernsehserie, 3 Episoden)
- 2002: American Family (Fernsehserie, 10 Episoden)
- 2003: Bajo la misma piel (Fernsehserie, 94 Episoden)
- 2004: Avisos de ocasión
- 2005: American Visa
- 2006: Bordertown
- 2007: Trade – Willkommen in Amerika (Trade)
- 2007: La Misma Luna
- 2007: Schwarze Nelke (Svarta nejlikan)
- 2008: Julia
- 2008: Bad Guys
- 2010: Weeds – Kleine Deals unter Nachbarn (Weeds, Fernsehserie, 5 Episoden)
- 2011: Without Men
- 2011–2023: La Reina del Sur (Fernsehserie, 183 Episoden)
- 2012: K-11 – Der Knast (K-11)
- 2012: Grimm (Fernsehserie, Episode 2x09 La Llorona)
- 2014: Manolo und das Buch des Lebens (The Book of Life, Stimme)
- 2015: 69 Tage Hoffnung (The 33)
- 2015: Dueños del paraíso (Fernsehserie, 69 Episoden)
- 2015: Jane the Virgin (Fernsehserie, 3 Episoden)
- 2017–2018: Ingobernable (Fernsehserie, 27 Episoden)
- 2017: Der Tag, an dem ich El Chapo traf (Cuando conocí al Chapo: La historia de Kate del Castillo, Dokumentation, 3 Episoden)
- 2018: All About Nina
- 2018: El Chicano
- 2020: Bad Boys for Life
- 2021: Mr. Mayor (Fernsehserie, Episode 2x09 #PalmTreeReform)
- 2021: Maya und die Drei (Maya and the Three, Fernsehserie, 6 Episoden, Stimme)
- 2022: Hunting Ava Bravo
- 2022: Armas De Mujer (Fernsehserie, 8 Episoden)
- 2023: Volver a Caer (Fernsehserie, 6 Episoden)
- 2024: Die Casagrandes – Der Film (The Casagrandes Movie, Stimme)
- 2024: Es por su bien
- seit 2024: The Cleaning Lady (Fernsehserie)
- 2025: Ihr größter Fan (The Biggest Fan)